# Cornélia Birba
Cornélia Birba, né en 1939 est une animatrice de télévision, auteure-compositrice-interprète et chanteuse de musique traditionnelle créole, originaire de la Guyane.

## Biographie
Cornélia est une ancienne animatrice phare de Guyane La Première et Présidente fondatrice du groupe de danse traditionnelle créole « Balourou », quelle a créé en 1977,.

## Discographie

### Titre
- Cono rivé[3]